# Губчанська сільська рада
Губча́нська сільська́ ра́да — адміністративно-територіальна одиниця та орган місцевого самоврядування у Старокостянтинівському районі Хмельницької області. Адміністративний центр — село Губча.

## Загальні відомості
Губчанська сільська рада утворена в 1928 році.
- Територія ради: 37,768 км²
- Населення ради: 1 175 осіб (станом на 2001 рік)

## Населені пункти
Сільській раді були підпорядковані населені пункти:
- с. Губча
- с. Зеленці
- с. Мальки
- с. Партинці

## Склад ради
Рада складалася з 16 депутатів та голови.
- Голова ради: Лукашук Сергій Васильович
- Секретар ради: Ткачук Надія Степанівна

### Керівний склад попередніх скликань
| Прізвище, ім'я, по батькові | Основні відомості                                                               | Дата обрання | Дата звільнення |
| --------------------------- | ------------------------------------------------------------------------------- | ------------ | --------------- |
| Лукашук Сергій Васильович   | Сільський голова, 1967 року народження, освіта середня спеціальна, безпартійний | 26.03.2006   | 31.10.2010      |
| Лукашук Сергій Васильович   | Сільський голова, 1967 року народження, освіта середня спеціальна, безпартійний | 31.10.2010   |                 |

Примітка: таблиця складена за даними сайту Верховної Ради України

### Депутати
За результатами місцевих виборів 2010 року депутатами ради стали:

#### За суб'єктами висування
| Суб'єкт висування                 | Кількість обраних депутатів | %    |
| --------------------------------- | --------------------------- | ---- |
| Партія регіонів                   | 5                           | 31,3 |
| Самовисування                     | 5                           | 31,3 |
| Політична партія «Сильна Україна» | 3                           | 18,8 |
| Комуністична партія України       | 2                           | 12,5 |
| Народна партія                    | 1                           | 6,3  |

#### За округами
| № округу                          | Прізвище, ім'я, по батькові   | Дата визнання обраним | Освіта             | Партійна приналежність                  | Відомості про обраного депутата                    |
| --------------------------------- | ----------------------------- | --------------------- | ------------------ | --------------------------------------- | -------------------------------------------------- |
| Комуністична партія України       |                               |                       |                    |                                         |                                                    |
| 9                                 | Янкевич Микола Анатолійович   | 01.11.2010            | середня спеціальна | член Комуністичної партії України       | Зеленці МЧС, пожежник                              |
| 16                                | Олійник Ганна Миколаївна      | 01.11.2010            | середня спеціальна | член Комуністичної партії України       | ГОРПО, продавець                                   |
| Народна Партія                    |                               |                       |                    |                                         |                                                    |
| 14                                | Носатова Оксана Миколаївна    | 01.11.2010            | середня спеціальна | позапартійна                            | Клуб с. Мальки, завідувачка                        |
| Партія регіонів                   |                               |                       |                    |                                         |                                                    |
| 3                                 | Гаращук Володимир Іванович    | 01.11.2010            | середня спеціальна | член Партії регіонів                    | тимчасово не працює                                |
| 6                                 | Янзюк Надія Василівна         | 01.11.2010            | середня спеціальна | член Партії регіонів                    | тимчасово не працює                                |
| 7                                 | Цісарук Петро Миколайович     | 01.11.2010            | середня спеціальна | член Партії регіонів                    | СТОВ «Сокіл», зав склад                            |
| 10                                | Шевчук Володимир Іванович     | 01.11.2010            | вища               | член Партії регіонів                    | тимчасово не працює                                |
| 15                                | Гаєвський Валерій Вікторович  | 01.11.2010            | середня спеціальна | член Партії регіонів                    | тимчасово не працює                                |
| Політична партія «Сильна Україна» |                               |                       |                    |                                         |                                                    |
| 5                                 | Миклуш Микола Петрович        | 01.11.2010            | середня спеціальна | член Партії регіонів                    | Губчанська загальноосвітня школа, сезонний кочегар |
| 11                                | Лукашук Сергій Сергійович     | 01.11.2010            | вища               | член Політичної партії «Сильна Україна» | Старокостянтинівцукор, оператор ЕОМ                |
| 13                                | Дячук Олексій Сергійович      | 01.11.2010            | вища               | член Політичної партії «Сильна Україна» | Старокостянтинівська нафтобаза, товаровід          |
| Самовисування                     |                               |                       |                    |                                         |                                                    |
| 1                                 | Гаврилюк Віктор Іванович      | 01.11.2010            | середня спеціальна | позапартійний                           | Сільський будинок культури, директор               |
| 2                                 | Крещенко Леонід Петрович      | 01.11.2010            | середня спеціальна | позапартійний                           | Губчанська загальноосвітня школа, завгосп          |
| 4                                 | Ткачук Надія Степанівна       | 01.11.2010            | середня спеціальна | позапартійна                            | Губчанська сільська рада, секретар                 |
| 8                                 | Левчук Світлана Олександрівна | 01.11.2010            | середня спеціальна | позапартійна                            | Фермерське господарство «Віоріка», бухгалтер       |
| 12                                | Гнатюк Любов Василівна        | 01.11.2010            | середня спеціальна | позапартійна                            | Губчанська сільська рада, бухгалтер                |